# FRISK Software International
FRISK Software International (FSI), este o companie de software islandeză care dezvoltă antivirusul F-Prot și F-Prot Antivirus AVES și servicii antispam.Numele său provine de la inițialele numelui personal și patronimic al Friðrik Skúlason, fondatorul ei.Compania a fost înființată în anul 1993.F-Prot Antivirus este vândut în versiuni home și corporate, din care există ediții pentru Windows, Linux, și BSD. 
Nu a fost, de asemenea, o versiune de DOS pentru utilizatorii de acasă, și există versiuni corporative pentru Microsoft Exchange, Solaris și eServers anumite IBM. F-Prot a fost produs din 1989.Versiunea DOS a fost întrerupt în 2007. Versiunea DOS a fost și versiunea Linux este disponibil pentru utilizatorii de acasă cu titlu gratuit, cu actualizări de definiții virus. 
Produse
- F-PROT Antivirus
- F-PROT AVES

## Vezi și
- Listă de companii dezvoltatoare de produse software antivirus comerciale